# 梗陽県
梗陽県（こうよう-けん）は中華人民共和国山西省にかつて存在した県。現在の太原市清徐県一帯に相当する。
春秋時代、晋により設置される。後漢により廃止された。